# Agenția Thompson and Co.
Agenția Thompson and Co. (în franceză L'Agence Thompson and Co.) este un roman scris parțial de Jules Verne și publicat postum în 1907 de fiul acestuia, Michel Verne, care l-a terminat.

## Povestea
Lingvistul Robert Morgand este angajat de agenția de turism Baker & co. pentru o croazieră din Anglia în Insulele Canare. Agenția concurentă de turism Thompson & co., oferă călătorilor aceeași croazieră, dar la un preț inferior, ceea ce determină Baker & co. să-și anuleze propria croazieră.
Directorul executiv îi recomandă totuși lui Morgand să-și ofere serviciile agenției Thompson sa & co.. Așa se face că Morgand se îmbarcă pe vasul Seamew, unde constată că agenția a organizat croaziera într-un mod destul de slab. Vasul călătorește în Azore și Madeira, timp în care Morgand se îndrăgostește de una dintre pasagere, văduva Alice Lindsay, care trăiește sub amenințarea cumnatului ei, Jack Lindsay.
După ce trece și prin Gran Canaria și Tenerife, vasul pornește în călătoria de întoarcere, dar motorul cu aburi nu face față, așa că e nevoie să se apeleze la vele. Ajunși în insulele Capul Verde, călătorii sunt nevoiți să debarce și să își continue călătoria pe teritoriul Africii. Aici sunt atacați de beduini, care îi fac prizonieri și îi duc în Timbuktu, dar sunt salvați de cavaleria franceză la al cărei ajutor apelează Morgand.
Jack Lindsay moare în timpul altercațiilor, iar Robert și Alice ajung din nou împreună. În final, agenția Thompson & co. este atacată în instanță pentru modul în care a făcut concurență celeilalte agenții și pentru problemele de organizare ale croazierei.

### Capitolele cărții
| - I - În bătaia ploii - II - O adjudecare cu adevărat publică - III - În ceață - IV - Primul contact - V - În larg - VI - Luna de miere - VII - Cerul se înnorează - VIII - Sărbătoarea de Rusalii - IX - Un paragraf de lege - X - Unde se dovedește că Johnson este un înțelept - XI - O nuntă la Sao-Miguel - XII - Curioasele consecințe ale răului de mare - XIII - Soluția unei anagrame - XIV - Curral das Freias - XV - Față-n față | - I - Când răsare luna roșie - II - Al doilea secret al lui Robert Morgand - III - Unde Seamew se oprește de tot - IV - A doua rotiță a angrenajului - V - În vârful Teyde-i - VI - Un accident care sosește la timp - VII - În derivă - VIII - Ca o lampă care se stinge - IX - Unde Thompson se transformă în amiral - X - În carantină - XI - Unde Thompson, la rândul său, plătește cât nu face - XII - Unde nu sunt schimbați decât temnicerii - XIII - În care excursia agenției Thompson amenință să ia proporții nevăzute - XIV - "Suntem chit!" - XV - Încheiere |

## Incertitudini legate de autorul operei

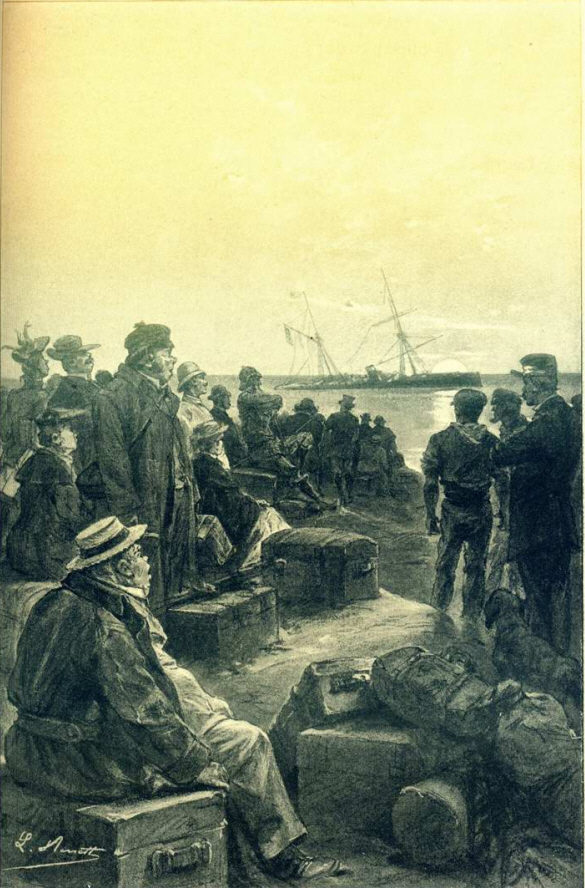

Agenția Thompson & Co. este una din ultimele opere ale Jules Verne, fiind publicată postum. Nu se știe cât de mult a reușit să scrie Jules Verne înainte de moartea sa și cât de mare este contribuția fiului său, Michel Verne. După părerea unor specialiști, printre care se numără și biograful Volker Dehs, romanul ar fi fost scris în întregime de Michel.

## Teme abordate în cadrul romanului
- Povestea de dragoste care se înfiripă între doi călători în timpul aventurilor la care participă (temă comună multora dintre Călătoriile extraordinare)
- Trădarea călătorilor de către persoane în care au încredere (temă prezentă și în Căpitan la cincisprezece ani)
- Relatarea unei călătorii de plăcere, în care ajung laolaltă personaje pitorești (temă prezentă și în Un oraș plutitor și Claudius Bombarnac)

## Lista personajelor
- Robert Morgand - tânăr francez care se alătură croazierei ca ghid-interpret
- Alice Lindsay - tânără văduvă, care se îndrăgostește de Robert
- Dolly Lindsay - sora mai mică a lui Alice
- Jack Lindsay - cumnatul ambițios al lui Alice
- Roger de Sorgues - francez care se îndrăgostește de Dolly
- Thompson - avarul inițiator englez al croazierei
- Baker (Saunders) - rivalul lui Thompson, care se îmbarcă pe vasul acestuia sub o identitate falsă

## Traduceri în limba română
- 1983 - Agenția Thompson and Co, Ed. Ion Creangă, Colecția "Jules Verne", vol. 33, traducere Sanda Radian, 304 pag.
- 2010 - Agenția Thompson, Ed. Adevărul, "Colecția Jules Verne", vol. 33, traducere Florența Drăghicescu, 440 pag., ISBN 978-606-539-179-6